# Ölmevallasjön
Ölmevallasjön är en sjö i Kungsbacka kommun i Halland och ingår i Viskan-Rolfsåns kustområde. Sjön är 16,2 meter djup, har en yta på 0,264 kvadratkilometer och befinner sig 41,2 meter över havet. Vid provfiske har abborre, gädda och mört fångats i sjön.

## Delavrinningsområde
Ölmevallasjön ingår i det delavrinningsområde (636709-127944) som SMHI kallar för Rinner mot Yttre Kungsbackafjorden. Medelhöjden är 25 meter över havet och ytan är 25,38 kvadratkilometer. Det finns inga avrinningsområden uppströms utan avrinningsområdet är högsta punkten. Avrinningsområdets utflöde mynnar i havet, utan att ha någon enskild mynningsplats. Avrinningsområdet består mestadels av skog (22 %), öppen mark (34 %) och jordbruk (38 %). Avrinningsområdet har 0,26 kvadratkilometer vattenytor vilket ger det en sjöprocent på 1 %. Bebyggelsen i området täcker en yta av 1 kvadratkilometer eller 4 % av avrinningsområdet.